# Précognition

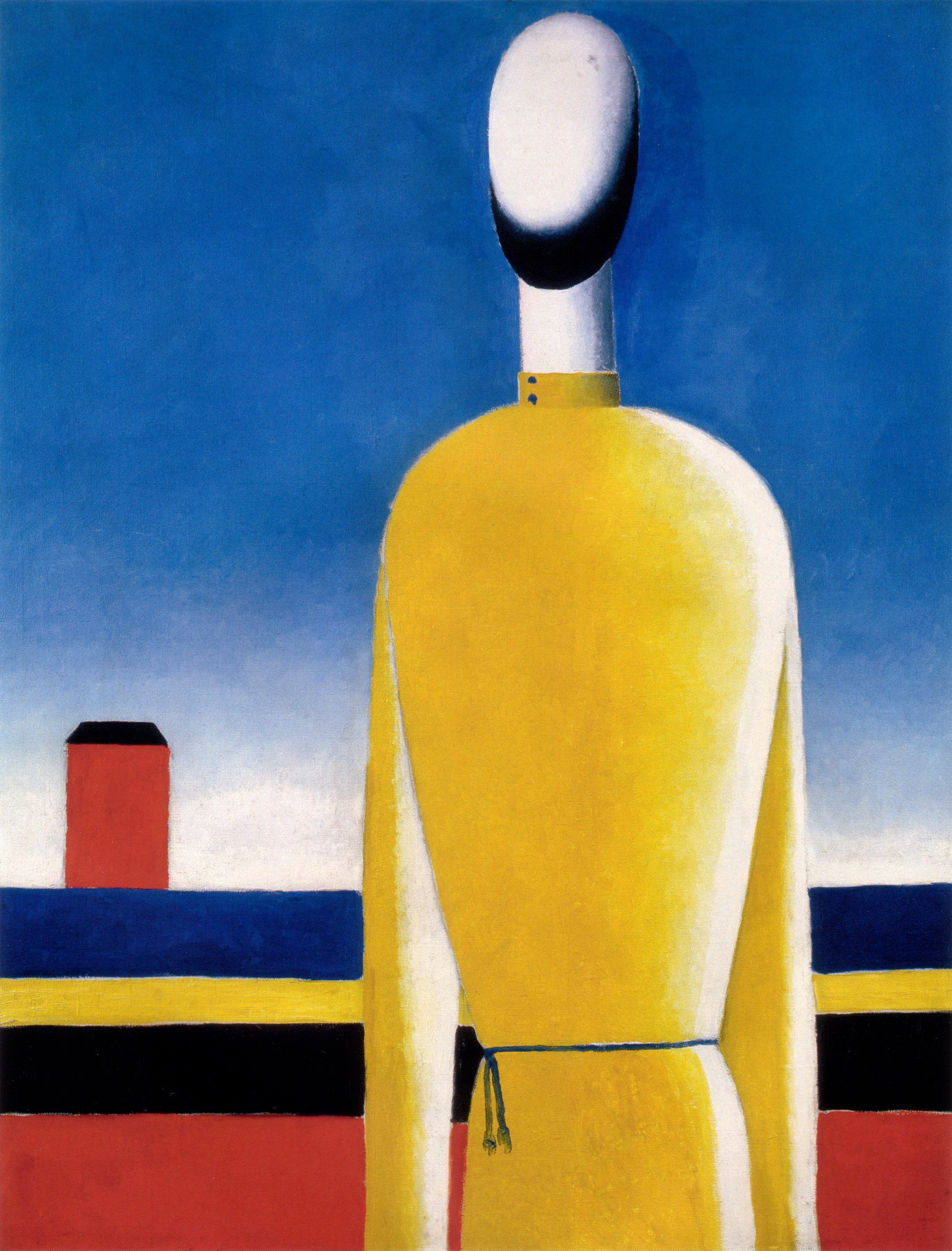
« Prémonition complexe (torse en chemise jaune) », peinture de Kasimir Malevitch, 1931, Musée de Saint-Pétersbourg

La précognition (du préfixe latin prae-, «avant, devant», marquant l'antériorité temporelle, et cognitio « action d'apprendre à connaître ; connaissance ») est la connaissance d'informations concernant des événements et des situations futures acquise autrement que par déduction logique, et selon des modalités inexpliquées scientifiquement. La précognition fait partie des perceptions extra-sensorielles.
En dehors de la psychologie transpersonnelle, le quatrième courant de la psychologie, l'hypothèse de son existence ne recueille que peu d'échos au sein de la communauté scientifique et de la communauté religieuse. Elle est un thème utilisé en science-fiction.

## Analyses
Selon Bertrand Méheust : « À première vue, la précognition semble pouvoir être considérée comme l'image en miroir de la clairvoyance rétrocognitive. L'idée a déjà été suggérée, entre autres, par le docteur Osty, qui considérait la précognition comme une situation dans laquelle le sujet se souvient de ses pensées futures ; et elle a été plus récemment reprise par le physicien Gerald Feinberg. »
Certains auteurs tels que François Favre et Dick Bierman font l'hypothèse que la précognition « peut absorber toutes les formes de métagnomie ».

## Recherches scientifiques sur la précognition
Des recherches scientifiques ont tenté de mettre en évidence des effets qui pourraient être interprétés comme de la précognition selon les parapsychologues et ceux qui les suivent.

### XXesiècle
Au début du XXe siècle, J. W. Dunne, un ingénieur aéronautique britannique, fait plusieurs rêves frappants qu'il considère comme précognitifs. Il développe des techniques pour les enregistrer et les analyser, en identifiant d'éventuelles correspondances entre ses expériences futures et ses rêves précédemment consignés. Il estime que 10 % de ses rêves semblent inclure un élément d'expérience future. Il persuade aussi certains de ses amis de tenter l'expérience sur eux-mêmes, avec des résultats mitigés. Dunne conclut que les éléments précognitifs dans les rêves sont courants et que de nombreuses personnes en possèdent à leur insu,. Il suggère également que la précognition onirique ne se réfère pas directement aux événements futurs, mais seulement aux expériences futures du rêveur. Il est amené à cette idée après avoir découvert qu'un rêve d'éruption volcanique semblait prévoir non pas la catastrophe elle-même, mais sa mauvaise interprétation d'un compte rendu inexact dans un journal. En 1932, il aide la Society for Psychical Research à mener une expérience plus formelle, mais ne parvient pas à se mettre d'accord avec le principal chercheur de la société Theodore Besterman, sur la signification des résultats,. Néanmoins, le philosophe C. D. Broad fait remarquer que « La seule théorie connue qui me semble digne d'intérêt est celle proposée par M. Dunne dans son Experiment with Time ».
Dans les années 1950, Cox entreprend des recherches avec le raisonnement suivant : si des personnes ont des capacités précognitives, elles doivent être en mesure d'éviter certains accidents de façon inconsciente. Pour étudier cette hypothèse, Cox demande à différentes compagnies de chemins de fer de faire les listes de passagers pour tous les trains ayant eu des accidents sur une période de plusieurs années. Il a ensuite comparé le nombre de passagers dans chacun de ces trains le jour de l'accident, les six jours le précédant, 14 jours avant et enfin 28 jours avant. Ses recherches montrent que statistiquement le nombre de passagers le jour de l'accident était inférieur aux autres jours faisant office de points de comparaisons (les six jours précédents, 14 jours avant, 28 jours avant). S'il n'y a pas de biais dans ces recherches (aucun n'a été mis en évidence, mais les recherches de Cox n'ont suscité que peu de réactions), de tels résultats semblent ne pas pouvoir être expliqués par l'hypothèse probabiliste, qui réduit les précognitions à des impressions subjectives trouvant leur origine dans des coïncidences statistiques.
Mais Cox lui-même admet que l'échelle de l'étude est bien trop faible pour être concluante. On peut également soupçonner l'existence de facteurs que Cox ne pouvait évaluer : par exemple, il est possible que les compagnies appliquent une sécurité moins draconienne quand il y a moins de passagers.

### XXIesiècle
En 2012, une méta-analyse sur 26 études publiées entre 1978 et 2010 montre qu'il semble y avoir un faible mais statistiquement significatif phénomène d'anticipation physiologique prédictive de quelques secondes avant des stimuli apparemment imprévisibles.
Des recherches du psychologue Daryl Bem (en) publiées dans le Journal of Personality and Social Psychology ont été médiatisées en 2011, mais aussi critiquées. Selon Nicolas Gauvrit, « l’article du chercheur de la prestigieuse Cornell University semble révolutionnaire, si l’on se réfère aux comptes rendus approximatifs ou raccourcis de la presse et de divers sites. Pour cela, Bem inverse dans le temps des expériences classiques de psychologie. Il prétend que des effets connus, comme le priming (facilitation à reconnaître un stimulus qui a été présenté de manière subliminale juste avant la phase de reconnaissance), sont également vrais à rebours, la présentation facilitant la reconnaissance étant en l’occurrence présentée après la reconnaissance. [...] Une bonne partie de la méthodologie de Bem est pour le moins douteuse... et les traitements statistiques qu’il utilise parfaitement inadaptés. En corrigeant les erreurs de procédures statistiques, on ne trouve plus aucun résultat concluant, et l’affaire retombe comme un soufflé aux chimères. »

## Précognition dans la science-fiction

### Films et séries
La précognition est le thème majeur du film Minority Report de Steven Spielberg. En plus d'une idée de scénario (inspirée de la nouvelle Rapport minoritaire de Philip K. Dick), ce sujet est le point de départ d'une réflexion sur la justice : est-il légitime d'incarcérer pour meurtre des personnes désignées par les précogs comme de futurs meurtriers, mais innocentes au moment de leur arrestation ?
La mutante Destinée dans Les X-Men est tout aussi capable de viser une cible en anticipant sa tentative d'esquive que d'entrevoir les futurs événements majeurs pour ses proches. 
De même, le "sens araignée" de Spider-Man lui signale le danger à l'avance si efficacement, même en l'absence de tout signe matériel, qu'il est considéré comme fonctionnant par précognition.
Les Jedi de Star Wars sont également doués de précognition. Si leurs visions de l'avenir sont plutôt aléatoires, leur capacité à savoir où vont aller les tirs avant même que l'ennemi ne décide de tirer en fait des adversaires redoutables.
Dans la série télévisée Les 4400 (de 2004 à 2007), qui met en scène des personnes enlevées et disparues pendant des années, ces dernières sont toutes ramenées le même jour et n'ont ni vieilli ni souvenir de ce qui s'est passé, bien que beaucoup aient désormais des pouvoirs paranormaux. La fin de la première saison dévoile qu'ils ont été enlevés par des humains du futur et renvoyés afin d'éviter une future catastrophe pour l'humanité. Une des 4 400, Maia Rutledge (interprétée par Conchita Campbell), est une petite fille douée de précognition.
Dans la série télévisée Heroes, Isaac Mendez a le pouvoir de dessiner l'avenir (d'autres personnages copient ensuite ce pouvoir).
Le terme de précognition est également abordé dans la série Fringe de J. J. Abrams, avec notamment le personnage de l'observateur qui est capable de lire dans les pensées des personnages bien avant qu'ils ne les pensent eux-mêmes.

### Littérature
- Dans le cycle de Dune, de Frank Herbert, Paul Atréides, devenu l'égal d'un dieu, compense sa cécité par son don de précognition.
- Dans Ubik, de Phillip.K Dick, le thème de la précognition est abordé au travers des precogs, humains dotés de cette capacité.